# Saison 2009 de l'équipe cycliste Columbia-HTC
La saison 2009 de l'équipe cycliste Columbia-HTC est la deuxième de l'équipe. Elle participe en 2009 au ProTour.

## Préparation de la saison 2009

### Arrivées et départs

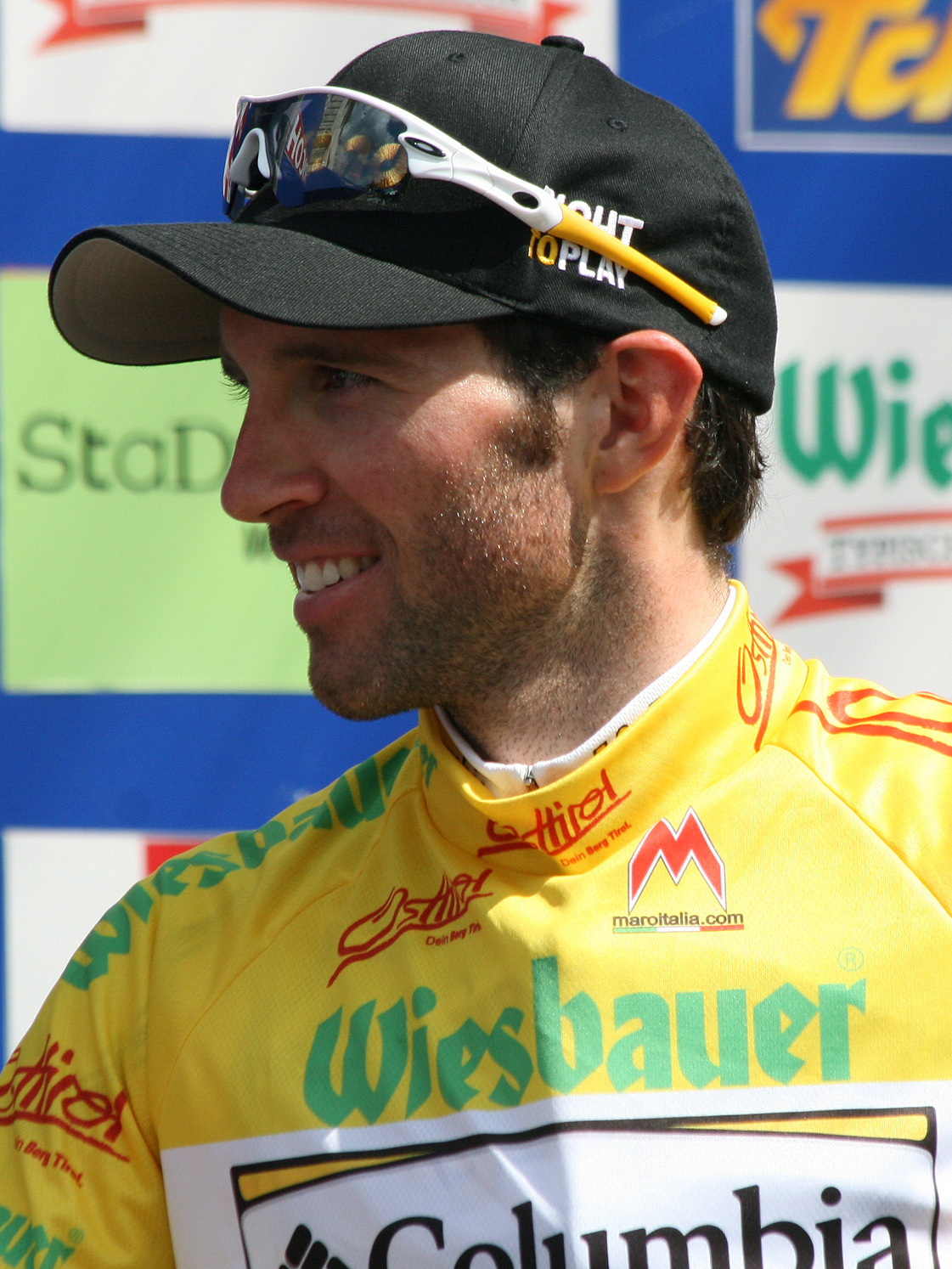
Michael Albasini est l'une des quatre recrues de l'équipe.

Au début de la saison 2009, l'équipe recrute quatre nouveaux cyclistes. Parmi eux, on retrouve le Suisse Michael Albasini, membre en 2008 de l'équipe Liquigas avec laquelle il a terminé 7e de la Flèche Wallonne par exemple, le Belge Maxime Monfort, transfuge de l'équipe française Cofidis avec laquelle il a participé à son premier Tour de France l'année précédente et l'Australien Mark Renshaw où il était le poisson pilote de Thor Hushovd notamment. En dernier élément, on trouve également Gert Dockx, néo-pro en provenance de Beveren 2000 (il était stagiaire au sein de l'équipe en fin d'année précédente).
Au niveau des départs, on note que plusieurs coureurs rejoignent l'équipe Milram avec les Allemands Gerald Ciolek et Linus Gerdemann et le Néerlandais Servais Knaven. Roger Hammond et Andreas Klier rejoignent quant à eux la nouvelle équipe Suisse Cervélo Test. Bradley Wiggins part pour Garmin-Slipstream après seulement une année chez Columbia axée particulièrement sur la piste. Les deux derniers à quitter l'effectif sont l'Australien Scott Davis (qui rentre en Australie chez Fly V Australia) et l'Américain John Devine (qui met un terme à sa carrière).
| Arrivées         | Équipe 2008     |
| ---------------- | --------------- |
| Michael Albasini | Liquigas        |
| Gert Dockx       | Beveren 2000    |
| Maxime Monfort   | Cofidis         |
| Mark Renshaw     | Crédit agricole |

| Départs         | Équipe 2009       |
| --------------- | ----------------- |
| Gerald Ciolek   | Milram            |
| Scott Davis     | Fly V Australia   |
| John Devine     | Retraite          |
| Linus Gerdemann | Milram            |
| Roger Hammond   | Cervélo Test      |
| Andreas Klier   | Cervélo Test      |
| Servais Knaven  | Milram            |
| Bradley Wiggins | Garmin-Slipstream |

## Déroulement de la saison

### Janvier-février: début de saison aux antipodes et premières victoires
L'équipe commence sa saison par les championnats d'Australie sur route, disputés début janvier. Lors de ces épreuves, elle voit Michael Rogers devenir champion national du contre-la-montre avant de finir second de la course en ligne derrière Peter McDonald (Drapac Porsche). Elle prend ensuite part notamment au Tour Down Under avec le tenant du titre André Greipel. Ce dernier remporte la première étape au sprint avant que Rogers ne termine sixième du classement général final. 
En février, elle participe à plusieurs courses en Europe et aux États-Unis. Lors du Tour du Qatar, elle a pour leader l'Anglais Mark Cavendish, opposés à d'autres grands sprinteurs comme Tom Boonen ou Heinrich Haussler. Cavendish remporte deux étapes mais termine huitième au classement général.

## Coureurs et encadrement technique

### Effectif
L'effectif de l'équipe Columbia pendant la saison 2009 est composé de 25 coureurs dont cinq Allemands, trois Australiens, deux Belges, deux Américains, deux Italiens, un Espagnol, un Tchèque, un Suédois, un Luxembourgeois, un Néo-Zélandais, un Autrichien, un Anglais, un Suisse, un Canadien, un Norvégien et un Biélorusse.
| Effectif 2009        | Effectif 2009     | Effectif 2009    | Effectif 2009                          |
| Cycliste             | Date de naissance | Pays             | Équipe précédente                      |
| -------------------- | ----------------- | ---------------- | -------------------------------------- |
| Michael Albasini     | 20 décembre 1980  | Suisse           | Liquigas (2008)                        |
| Michael Barry        | 18 décembre 1975  | Canada           | T-Mobile (2007)                        |
| Edvald Boasson Hagen | 17 mai 1987       | Norvège          | Maxbo Bianchi (2007)                   |
| Marcus Burghardt     | 30 juin 1983      | Allemagne        | T-Mobile (2007)                        |
| Mark Cavendish       | 21 mai 1985       | Royaume-Uni      | T-Mobile (2007)                        |
| Gert Dockx           | 4 juillet 1988    | Belgique         | Beveren 2000 (2008)                    |
| Bernhard Eisel       | 17 février 1981   | Autriche         | T-Mobile (2007)                        |
| Bert Grabsch         | 19 juin 1975      | Allemagne        | T-Mobile (2007)                        |
| André Greipel        | 16 juillet 1982   | Allemagne        | T-Mobile (2007)                        |
| Adam Hansen          | 11 mai 1981       | Australie        | T-Mobile (2007)                        |
| Greg Henderson       | 10 septembre 1976 | Nouvelle-Zélande | T-Mobile (2007)                        |
| George Hincapie      | 29 juin 1973      | États-Unis       | Discovery Channel (2007)               |
| Kim Kirchen          | 3 juillet 1978    | Luxembourg       | T-Mobile (2007)                        |
| Craig Lewis          | 10 janvier 1985   | États-Unis       | Slipstream (2007)                      |
| Thomas Lövkvist      | 4 avril 1984      | Suède            | La Française des jeux (2007)           |
| Tony Martin          | 23 avril 1985     | Allemagne        | Thüringer Energie Team (2007)          |
| Maxime Monfort       | 14 janvier 1983   | Belgique         | Cofidis-Le Crédit par Téléphone (2008) |
| Marco Pinotti        | 25 février 1976   | Italie           | T-Mobile (2007)                        |
| Morris Possoni       | 1 juillet 1984    | Italie           | Lampre-Fondital (2007)                 |
| František Raboň      | 26 septembre 1983 | Tchéquie         | T-Mobile (2007)                        |
| Mark Renshaw         | 22 octobre 1982   | Australie        | Crédit Agricole (2008)                 |
| Vicente Reynés       | 30 juillet 1981   | Espagne          | Caisse d'Épargne (2007)                |
| Michael Rogers       | 20 décembre 1979  | Australie        | T-Mobile (2007)                        |
| Marcel Sieberg       | 30 avril 1982     | Allemagne        | Team Milram (2007)                     |
| Kanstantsin Siutsou  | 9 août 1982       | Biélorussie      | Barloworld (2007)                      |
|                      |                   |                  |                                        |
| Source : UCI         |                   |                  |                                        |

## Bilan de la saison

### Victoires
| Date       | Course                                                | Pays        | Classe | Vainqueur            |
| ---------- | ----------------------------------------------------- | ----------- | ------ | -------------------- |
| 10/01/2009 | Championnat d'Australie du contre-la-montre           | Australie   | CN     | Michael Rogers       |
| 20/01/2009 | 1re étape du Tour Down Under                          | Australie   | PT     | André Greipel        |
| 04/02/2009 | 4e étape du Tour du Qatar                             | Qatar       | 2.1    | Mark Cavendish       |
| 06/02/2009 | 6e étape du Tour du Qatar                             | Qatar       | 2.1    | Mark Cavendish       |
| 19/02/2009 | 4e étape du Tour de Californie                        | États-Unis  | 2.HC   | Mark Cavendish       |
| 20/02/2009 | 5e étape du Tour de Californie                        | États-Unis  | 2.HC   | Mark Cavendish       |
| 01/03/2009 | Clásica de Almería                                    | Espagne     | 1.1    | Gregory Henderson    |
| 05/03/2009 | 2e étape du Tour de Murcie                            | Espagne     | 2.1    | Gregory Henderson    |
| 06/03/2009 | 3e étape du Tour de Murcie                            | Espagne     | 2.1    | František Raboň      |
| 07/03/2009 | Monte Paschi Eroica                                   | Italie      | 1.1    | Thomas Lövkvist      |
| 17/03/2009 | 7e étape de Tirreno-Adriatico                         | Italie      | HIS    | Mark Cavendish       |
| 21/03/2009 | Milan-San Remo                                        | Italie      | HIS    | Mark Cavendish       |
| 29/03/2009 | 3e étape du Critérium international                   | France      | 2.HC   | Tony Martin          |
| 01/04/2009 | 2e étape des Trois Jours de La Panne                  | Belgique    | 2.HC   | Mark Cavendish       |
| 02/04/2009 | 3e étape des Trois Jours de La Panne                  | Belgique    | 2.HC   | Mark Cavendish       |
| 08/04/2009 | Gand-Wevelgem                                         | Belgique    | PT     | Edvald Boasson Hagen |
| 09/04/2009 | 4e étape du Tour du Pays basque                       | Espagne     | PT     | Michael Albasini     |
| 10/04/2009 | 5e étape du Tour du Pays basque                       | Espagne     | PT     | Marco Pinotti        |
| 28/04/2009 | Prologue du Tour de Romandie                          | Suisse      | PT     | František Raboň      |
| 01/05/2009 | 3e étape du Tour de Romandie                          | Suisse      | PT     | Columbia-High Road   |
| 09/05/2009 | 1re étape du Tour d'Italie                            | Italie      | HIS    | Columbia-High Road   |
| 10/05/2009 | 6e étape des Quatre Jours de Dunkerque                | France      | 2.HC   | André Greipel        |
| 15/05/2009 | 7e étape du Tour d'Italie                             | Italie      | HIS    | Edvald Boasson Hagen |
| 16/05/2009 | 8e étape du Tour d'Italie                             | Italie      | HIS    | Kanstantsin Siutsou  |
| 17/05/2009 | 9e étape du Tour d'Italie                             | Italie      | HIS    | Mark Cavendish       |
| 20/05/2009 | 11e étape du Tour d'Italie                            | Italie      | HIS    | Mark Cavendish       |
| 22/05/2009 | 13e étape du Tour d'Italie                            | Italie      | HIS    | Mark Cavendish       |
| 24/05/2009 | 6e étape du Tour de Catalogne                         | Espagne     | PT     | Gregory Henderson    |
| 27/05/2009 | 1re étape du Tour de Bavière                          | Allemagne   | 2.HC   | André Greipel        |
| 29/05/2009 | 3e étape du Tour de Bavière                           | Allemagne   | 2.HC   | André Greipel        |
| 30/05/2009 | 4e étape du Tour de Bavière                           | Allemagne   | 2.HC   | Tony Martin          |
| 31/05/2009 | 5e étape du Tour de Bavière                           | Allemagne   | 2.HC   | André Greipel        |
| 01/06/2009 | Neuseen Classics – Rund um die Braunkohle             | Allemagne   | 1.1    | André Greipel        |
| 07/06/2009 | Philadelphia International Championship               | États-Unis  | 1.HC   | André Greipel        |
| 10/06/2009 | 4e étape du Critérium du Dauphiné libéré              | France      | PT     | Bert Grabsch         |
| 14/06/2009 | 2e étape du Tour de Suisse                            | Suisse      | PT     | Bernhard Eisel       |
| 15/06/2009 | 3e étape du Tour de Suisse                            | Suisse      | PT     | Mark Cavendish       |
| 17/06/2009 | 5e étape du Tour de Suisse                            | Suisse      | PT     | Michael Albasini     |
| 18/06/2009 | 6e étape du Tour de Suisse                            | Suisse      | PT     | Mark Cavendish       |
| 18/06/2009 | 1re étape du Ster Elektrotoer                         | Pays-Bas    | 2.1    | André Greipel        |
| 19/06/2009 | 2e étape du Ster Elektrotoer                          | Pays-Bas    | 2.1    | André Greipel        |
| 19/06/2009 | 7e étape du Tour de Suisse                            | Suisse      | PT     | Kim Kirchen          |
| 20/06/2009 | 8e étape du Tour de Suisse                            | Suisse      | PT     | Tony Martin          |
| 20/06/2009 | Championnat d'Italie du contre-la-montre              | Italie      | CN     | Marco Pinotti        |
| 21/06/2009 | 4e étape du Ster Elektrotoer                          | Pays-Bas    | 2.1    | André Greipel        |
| 25/06/2009 | Championnat du Luxembourg du contre-la-montre         | Luxembourg  | CN     | Kim Kirchen          |
| 25/06/2009 | Championnats de Norvège du contre-la-montre           | Norvège     | CN     | Edvald Boasson Hagen |
| 25/06/2009 | Championnat de République tchèque du contre-la-montre | Slovaquie   | CN     | František Raboň      |
| 26/06/2009 | Championnat d'Allemagne du contre-la-montre           | Allemagne   | CN     | Bert Grabsch         |
| 05/07/2009 | 1re étape du Tour d'Autriche                          | Autriche    | 2.HC   | André Greipel        |
| 05/07/2009 | 2e étape du Tour de France                            | France      | HIS    | Mark Cavendish       |
| 06/07/2009 | 3e étape du Tour de France                            | France      | HIS    | Mark Cavendish       |
| 06/07/2009 | 2e étape du Tour d'Autriche                           | Autriche    | 2.HC   | Michael Albasini     |
| 10/07/2009 | 6e étape du Tour d'Autriche                           | Autriche    | 2.HC   | André Greipel        |
| 12/07/2009 | 8e étape du Tour d'Autriche                           | Autriche    | 2.HC   | André Greipel        |
| 12/07/2009 | Classement général du Tour d'Autriche                 | Autriche    | 2.HC   | Michael Albasini     |
| 14/07/2009 | 10e étape du Tour de France                           | France      | HIS    | Mark Cavendish       |
| 15/07/2009 | 11e étape du Tour de France                           | France      | HIS    | Mark Cavendish       |
| 22/07/2009 | 1re étape du Tour de Saxe                             | Allemagne   | 2.1    | André Greipel        |
| 24/07/2009 | 19e étape du Tour de France                           | France      | HIS    | Mark Cavendish       |
| 26/07/2009 | 21e étape du Tour de France                           | France      | HIS    | Mark Cavendish       |
| 26/07/2009 | 5e étape du Tour de Saxe                              | Allemagne   | 2.1    | Thomas Lövkvist      |
| 02/08/2009 | Tour de Bochum                                        | Allemagne   | 1.1    | Mark Cavendish       |
| 05/08/2009 | 4e étape du Tour de Pologne                           | Pologne     | PT     | Edvald Boasson Hagen |
| 07/08/2009 | 6e étape du Tour de Pologne                           | Pologne     | PT     | Edvald Boasson Hagen |
| 08/08/2009 | 7e étape du Tour de Pologne                           | Pologne     | PT     | André Greipel        |
| 15/08/2009 | Championnats de Belgique du contre-la-montre          | Belgique    | CN     | Maxime Monfort       |
| 22/08/2009 | 2e étape du Tour d'Irlande                            | Irlande     | 2.1    | Mark Cavendish       |
| 24/08/2009 | 6e étape de l'Eneco Tour                              | Pays-Bas    | PT     | Edvald Boasson Hagen |
| 25/08/2009 | 7e étape de l'Eneco Tour                              | Pays-Bas    | PT     | Edvald Boasson Hagen |
| 25/08/2009 | Classement général de l'Eneco Tour                    | Pays-Bas    | PT     | Edvald Boasson Hagen |
| 30/08/2009 | Championnat des États-Unis sur route                  | États-Unis  | CN     | George Hincapie      |
| 31/08/2009 | 3e étape du Tour d'Espagne                            | Espagne     | HIS    | Gregory Henderson    |
| 01/09/2009 | 4e étape du Tour d'Espagne                            | Espagne     | HIS    | André Greipel        |
| 03/09/2009 | 5e étape du Tour d'Espagne                            | Espagne     | HIS    | André Greipel        |
| 07/09/2009 | 1re étape du Tour du Missouri                         | États-Unis  | 2.HC   | Mark Cavendish       |
| 08/09/2009 | 2e étape du Tour du Missouri                          | États-Unis  | 2.HC   | Mark Cavendish       |
| 14/09/2009 | 3e étape du Tour de Grande-Bretagne                   | Royaume-Uni | 2.1    | Edvald Boasson Hagen |
| 15/09/2009 | 4e étape du Tour de Grande-Bretagne                   | Royaume-Uni | 2.1    | Edvald Boasson Hagen |
| 15/09/2009 | 16e étape du Tour d'Espagne                           | Espagne     | HIS    | André Greipel        |
| 16/09/2009 | 5e étape du Tour de Grande-Bretagne                   | Royaume-Uni | 2.1    | Edvald Boasson Hagen |
| 17/09/2009 | 6e étape du Tour de Grande-Bretagne                   | Royaume-Uni | 2.1    | Edvald Boasson Hagen |
| 19/09/2009 | Classement général du Tour de Grande-Bretagne         | Royaume-Uni | 2.1    | Edvald Boasson Hagen |
| 20/09/2009 | 21e étape du Tour d'Espagne                           | Espagne     | HIS    | André Greipel        |
| 08/10/2009 | Paris-Bourges                                         | France      | 1.1    | André Greipel        |

### Résultats sur les courses majeures
Les tableaux suivants représentent les résultats de l'équipe dans les principales courses du calendrier international (les cinq classiques majeures et les trois grands tours). Pour chaque épreuve est indiqué le meilleur coureur de l'équipe, son classement ainsi que les accessits glanés par Columbia-HTC sur les courses de trois semaines.

#### Classiques
| Classique            | Milan-San Remo       | Tour des Flandres     | Paris-Roubaix        | Liège-Bastogne-Liège | Tour de Lombardie |
| -------------------- | -------------------- | --------------------- | -------------------- | -------------------- | ----------------- |
| Coureur (classement) | Mark Cavendish (1er) | Marcus Burghardt (7e) | Marcel Sieberg (19e) | Maxime Monfort (35e) | Kim Kirchen (34e) |

#### Grands tours
| Grand tour           | Tour d'Italie | Tour de France                        | Tour d'Espagne                                                                                         |
| -------------------- | --- | ------------------------------------- | --- |
| Coureur (classement) | Michael Rogers (6e) | George Hincapie (17e)                 | Adam Hansen (94e)                                                                                      |
| Accessits            | 6 victoires d'étapes (Contre-la-montre par équipes, Mark Cavendish (3), Edvald Boasson Hagen et Kanstantsin Siutsou) et classement par équipes aux points | 6 victoires d'étapes (Mark Cavendish) | 5 victoires d'étapes (André Greipel (4) et Gregory Henderson) et classement par points (André Greipel) |

### Classement UCI
L'équipe Columbia-HTC termine à la troisième place du Calendrier mondial avec 957 points. Ce total est obtenu par l'addition des points des cinq meilleurs coureurs de l'équipe au classement individuel que sont Edvald Boasson Hagen, 6e avec 322 points, Mark Cavendish, 9e avec 304 points, Tony Martin, 40e avec 125 points, Michael Rogers, 43e avec 115 points, et André Greipel, 53e avec 91 points.
| Rang | Coureur              | Points |
| ---- | -------------------- | ------ |
| 6    | Edvald Boasson Hagen | 322    |
| 8    | Mark Cavendish       | 304    |
| 40   | Tony Martin          | 125    |
| 43   | Michael Rogers       | 115    |
| 53   | André Greipel        | 91     |
| 55   | Thomas Lövkvist      | 90     |
| 82   | Maxime Monfort       | 54     |
| 95   | Marcus Burghardt     | 45     |
| 99   | Kanstantsin Siutsou  | 40     |
| 112  | Gregory Henderson    | 28     |
| 129  | Michael Albasini     | 19     |
| 135  | Kim Kirchen          | 17     |
| 145  | Mark Renshaw         | 15     |
| 148  | Bert Grabsch         | 14     |
| 150  | Marco Pinotti        | 12     |
| 157  | František Raboň      | 11     |
| 170  | George Hincapie      | 9      |
| 196  | Bernhard Eisel       | 6      |
| 221  | Marcel Sieberg       | 3      |
| 234  | Adam Hansen          | 2      |